# Obermeidling
Obermeidling ist ein Bezirksteil des 12. Wiener Gemeindebezirks Meidling. Im 19. Jahrhundert bildete Obermeidling eine selbstständige Gemeinde.

## Geographie
Obermeidling befindet sich im Nordwesten des Gemeindebezirks südlich des Wienflusses am Grünen Berg. Die Lage Obermeidlings spiegelt sich auch in dessen Wappen wider: Ein goldenes Mühlrad steht für frühere Mühlen am Wienfluss, während im unteren Teil des Wappens ein grüner Berg abgebildet ist. Westlich von Obermeidling befindet sich das Schloss Schönbrunn. Im Osten grenzt Obermeidling an Untermeidling und im Süden an Hetzendorf.

## Geschichte

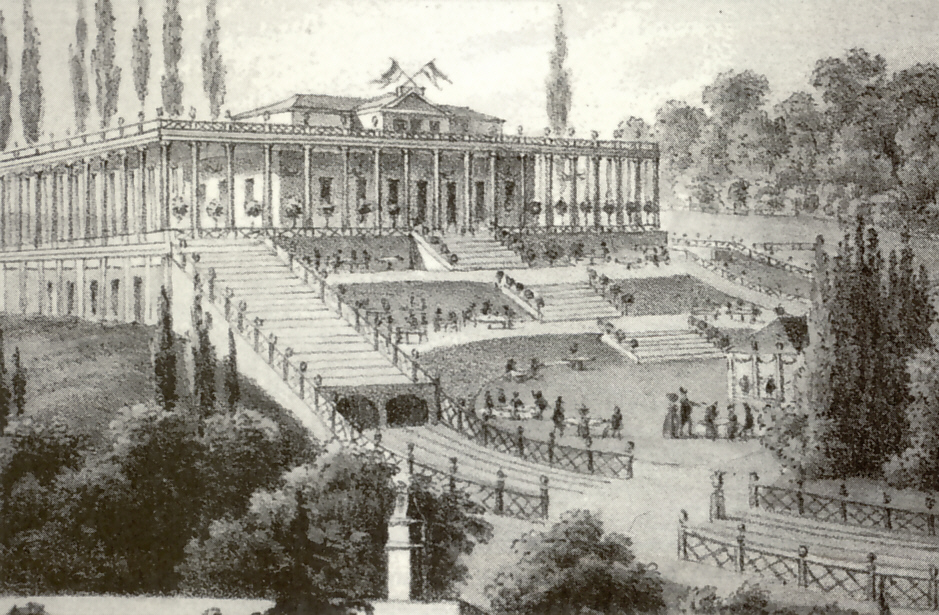
Tivoli um 1830

1806 wurde der Wiener Vorort Meidling in Obermeidling und Untermeidling geteilt, nachdem bereits 1784 entsprechende Pläne vorgelegen waren. Die neue Gemeinde Obermeidling bestand aus einer Häuserzeile am „Anger an der Wien“ und aus Villen am Grünen Berg. Das dicht verbaute Gebiet wurde vom Wienfluss, der Grünbergstraße, der Tivoligasse und der Rotenmühlgasse begrenzt. Das historische Zentrum Meidlings – gelegen an der Meidlinger Hauptstraße zwischen Lobkowitzbrücke und Tivoligasse – fiel hingegen an Untermeidling. 1830 wurde im Süden von Obermeidling das Vergnügungsetablissement Tivoli eröffnet, dessen Betrieb 1967 eingestellt wurde. 1890/1892 wurde Obermeidling zu Wien eingemeindet und gehört seitdem zum 12. Wiener Gemeindebezirk Meidling.

## Persönlichkeiten
- Franz von Merveldt (1844–1916), Beamter und Politiker